# Городищенська вулиця (Київ)
Городи́щенська ву́лиця — вулиця в Подільському районі міста Києва, місцевість Біличе поле. Пролягає від Паркової вулиці до Полкової вулиці.

## Історія
Вулиця виникла у 40-ві роки XX століття під назвою 325-а Нова. Сучасна назва — з 1944 року, на честь міста Городище Черкаської області.